# اتحاد ساحل العاج لكرة القدم
تأسس اتحاد ساحل العاج لكرة القدم (بالفرنسية: Fédération ivoirienne de football)‏ في عام 1960 وانضم إلى الإتحاد الدولي لكرة القدم في 1961 وإنضم إلى الاتحاد الإفريقي لكرة القدم في 1960.